# Дуби Тараса Шевченка (Сураж)
Дуби Тараса Шевченка — вікові дерева, ботанічна пам'ятка природи місцевого значення. Зростають поблизу села Суража Кременецького району Тернопільської області, у кв. 173, вид. 1, Суразького лісництва Кременецького держлісгоспу (садиба лісництва), в межах лісового урочища «Суразька Дача».
Площа — 0,02 га. Оголошені об'єктом природно-заповідного фонду рішенням виконкому Тернопільської обласної ради від 19 жовтня 1967 року № 737. Перебуває у віданні ДЛГО «Тернопільліс». 
Під охороною — два 250-річні дуби діаметром 110—120 см, цінних у історичному, науково-пізнавальному та естетичному значеннях.